# Alter Friedhof Karlsruhe

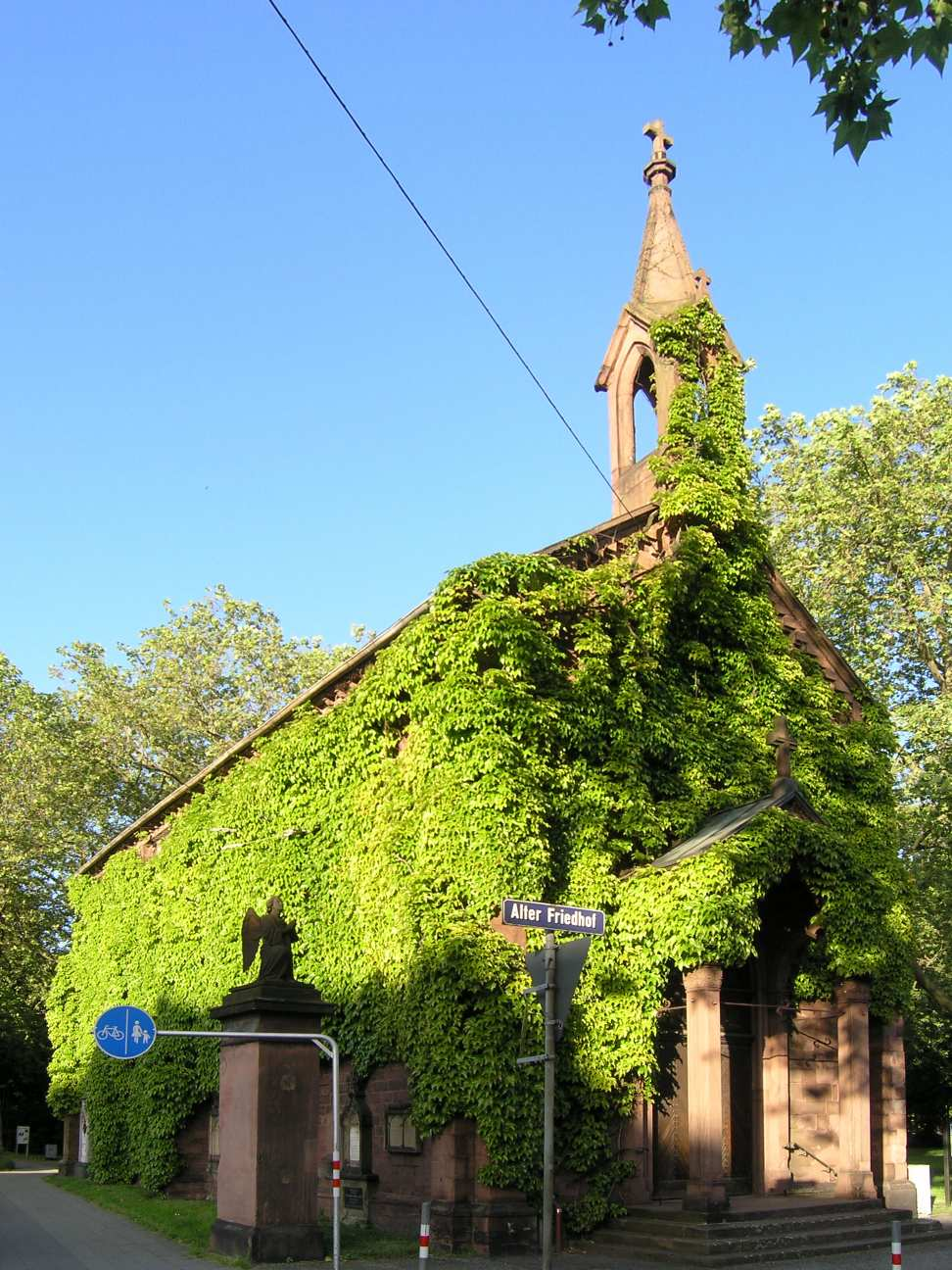
Capela do cemitério

O Alter Friedhof Karlsruhe é um antigo cemitério desativado em Karlsruhe. Foi usado como local de sepultamento desde 1781. Devido ao rápido incremento populacional da cidade o cemitério não comportou mais os sepultamentos crescentes, e o último sepultamento ocorreu em 1882. Nesta época a maior parte dos sepultamentos ocorreu no Hauptfriedhof Karlsruhe, projetado pelo arquiteto Josef Durm, inaugurado em 1874.

## Personalidades
- Karl Christian von Berckheim (1774–1849), badischer Staatsmann und Minister
- Wilhelm Ludwig Leopold Reinhard Freiherr von Berstett (1769–1837), badischer Staatsmann und Ministerpräsiden
- Friedrich Eisenlohr (1805–1854), arquiteto
- Wilhelm Eisenlohr (1799–1872), físico
- Heinrich Hübsch (1795–1863), Architekt und großherzoglicher Baudirektor
- Karl Friedrich Nebenius (1784–1857), Badischer Beamter, liberaler Staatsminister und Freimaurer
- Sigismund von Reitzenstein (1766–1847), diplomata e político de Baden
- Johann Wilhelm Schirmer (1807–1863), Landschaftsmaler und Grafiker
- Heinrich Vierordt (1797–1867), banqueiro
- Luísa Carolina de Hochberg (1768–1820), zweite Ehefrau des Markgrafen und späteren Großherzogs Carlos Frederico de Baden
- Ludwig Georg Winter (1778–1838), político de Baden

No antigo cemitério também foram sepultados o primeiro prefeito de Karlsruhe, Wilhelm Christian Griesbach (trasladado para o Hauptfriedhof Karlsruhe em 1887), o arquiteto Friedrich Weinbrenner (trasladado para a Evangelische Stadtkirche (Karlsruhe) em 1958) e Karl Drais (trasladado para o Hauptfriedhof Karlsruhe em 1891).

### Galeria

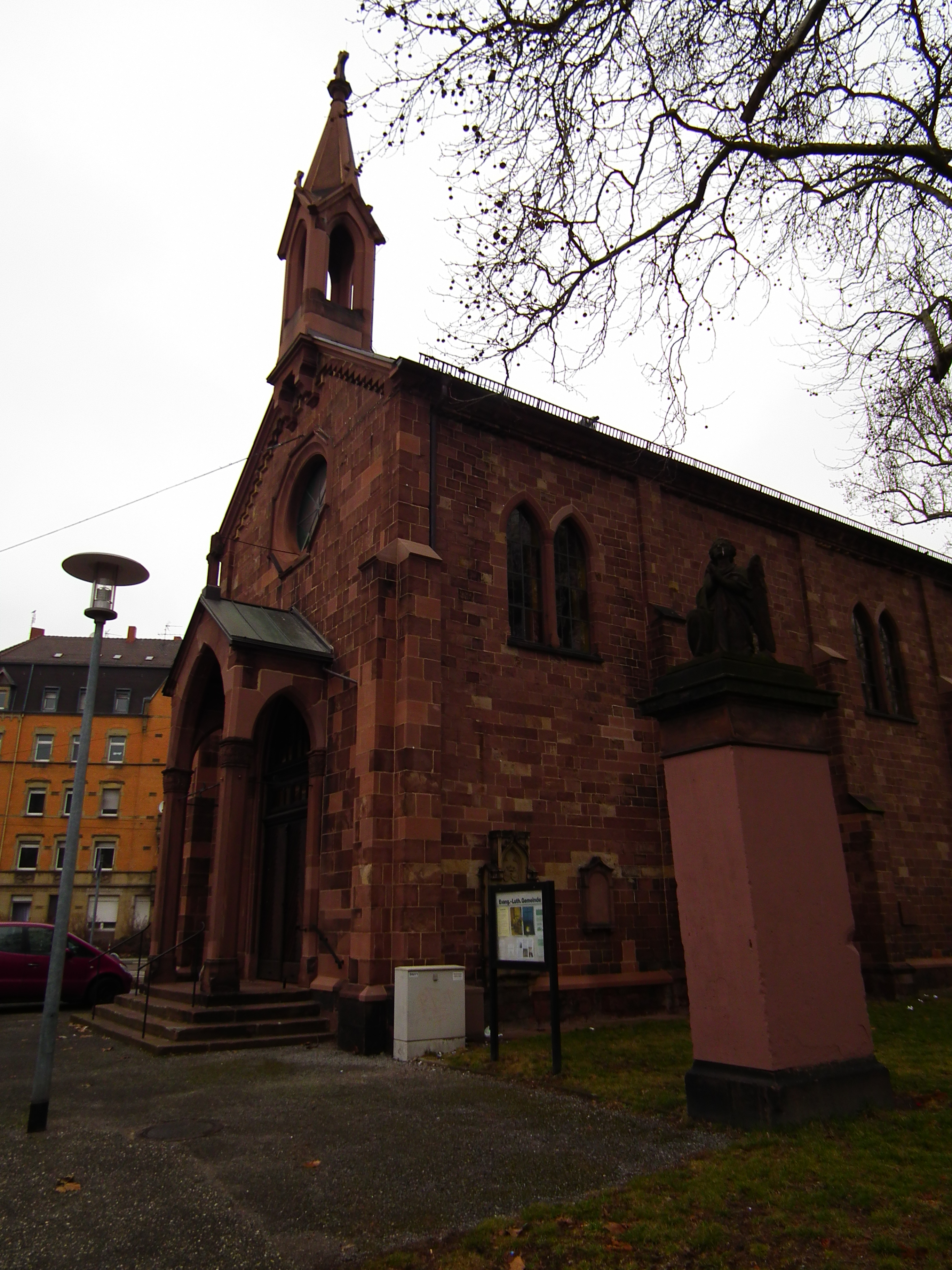
Capela
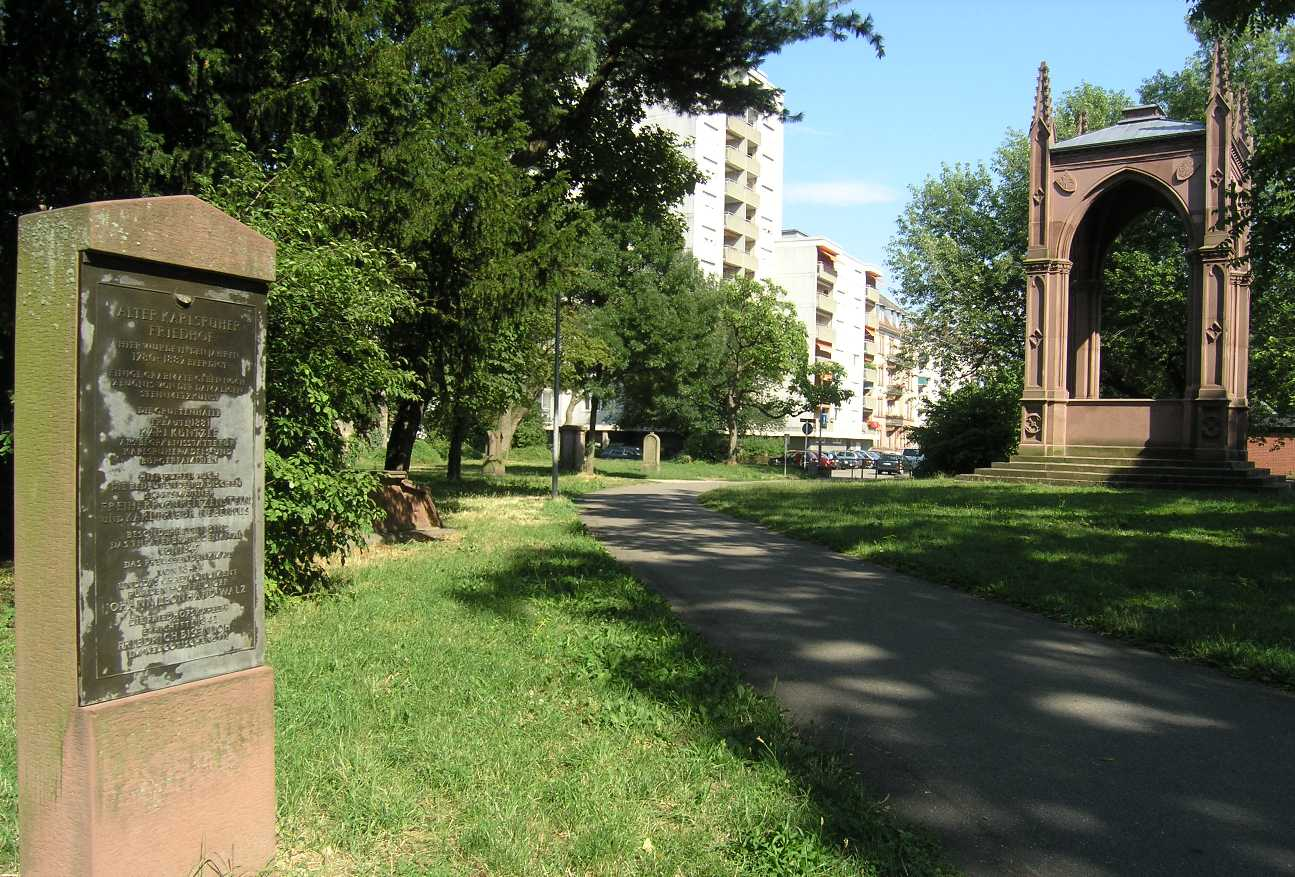
Alter Friedhof
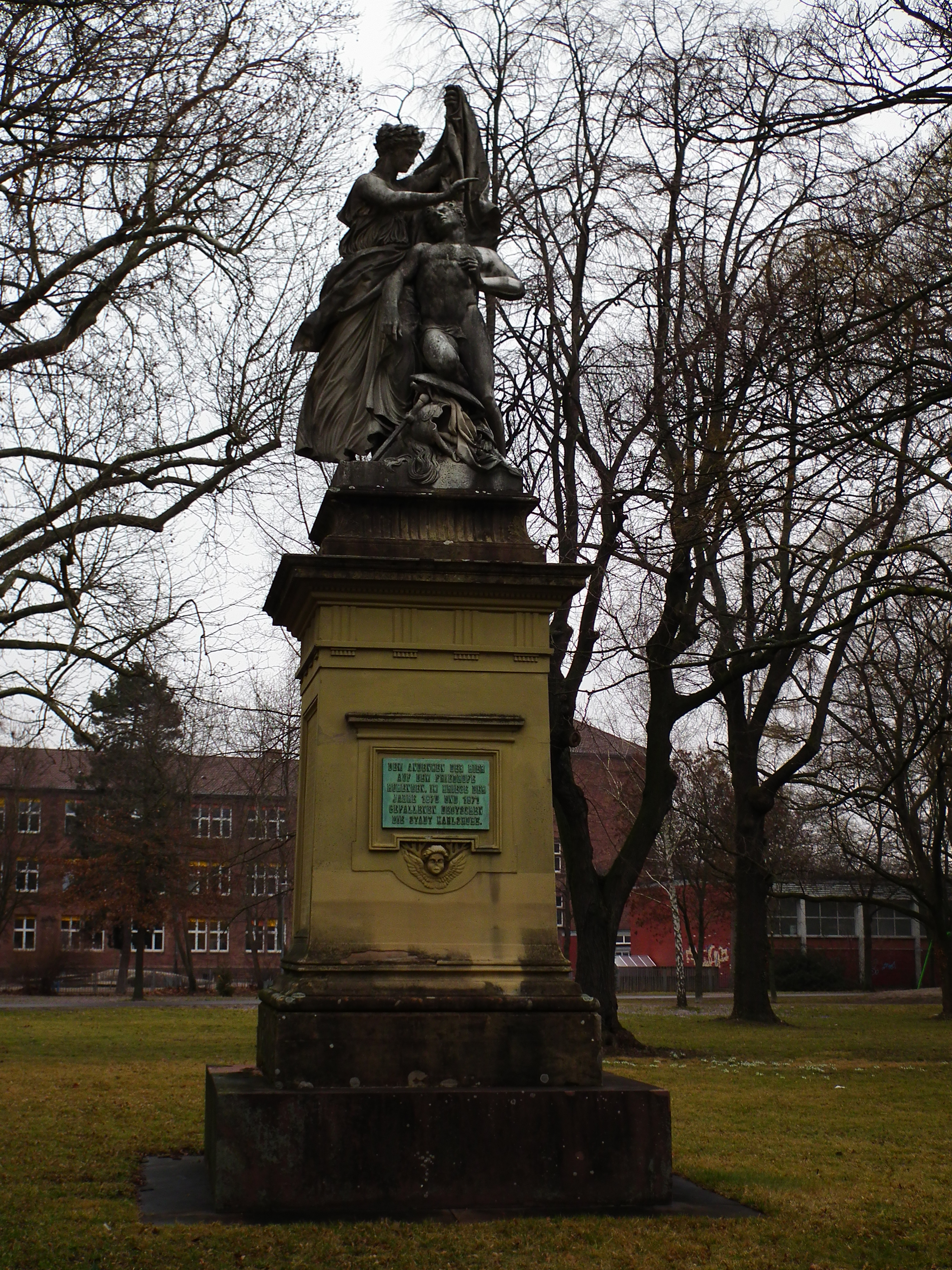
Denkmal auf dem alten Friedhof
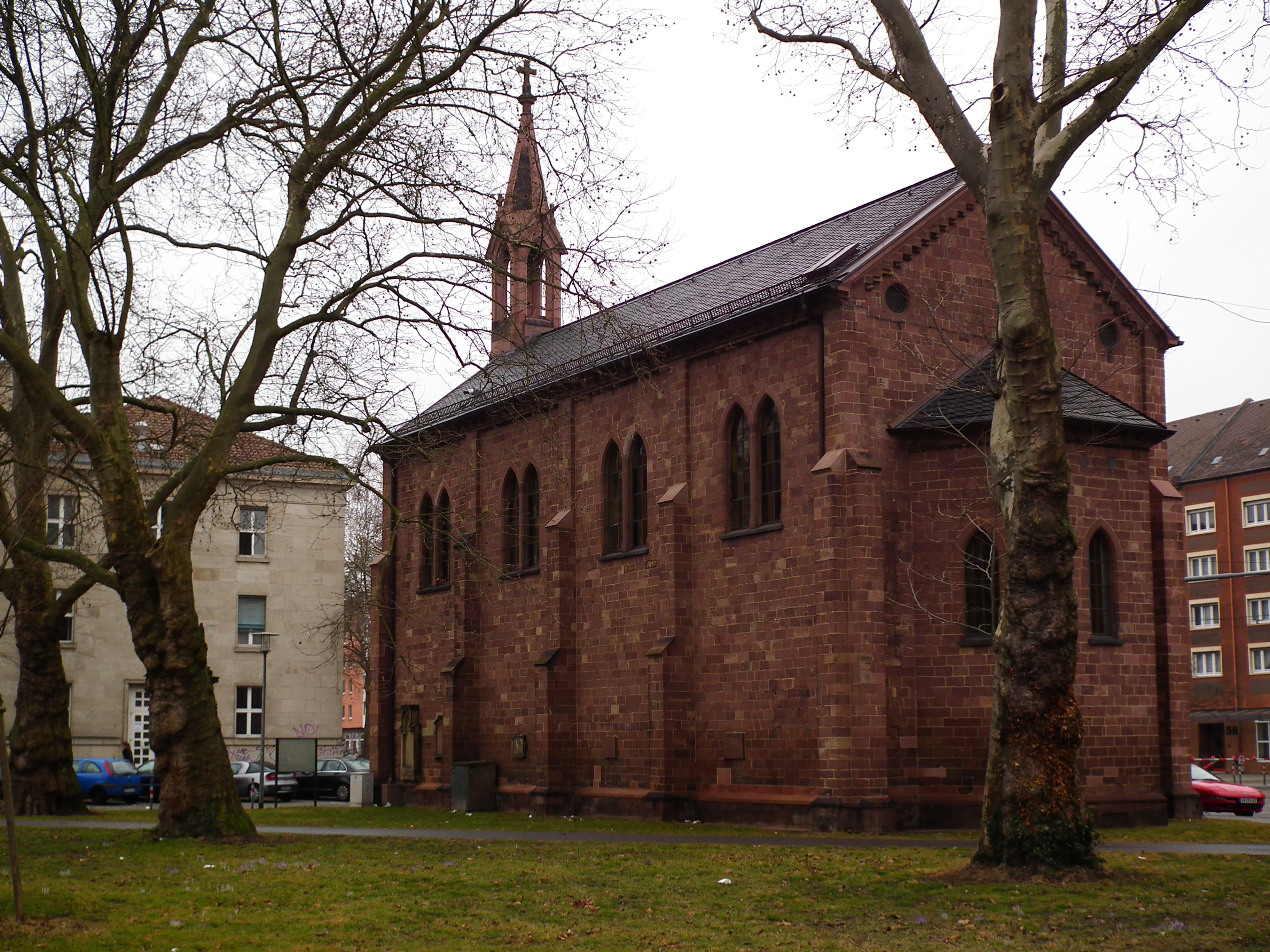
Kapelle Alter Friedhof Karlsruhe
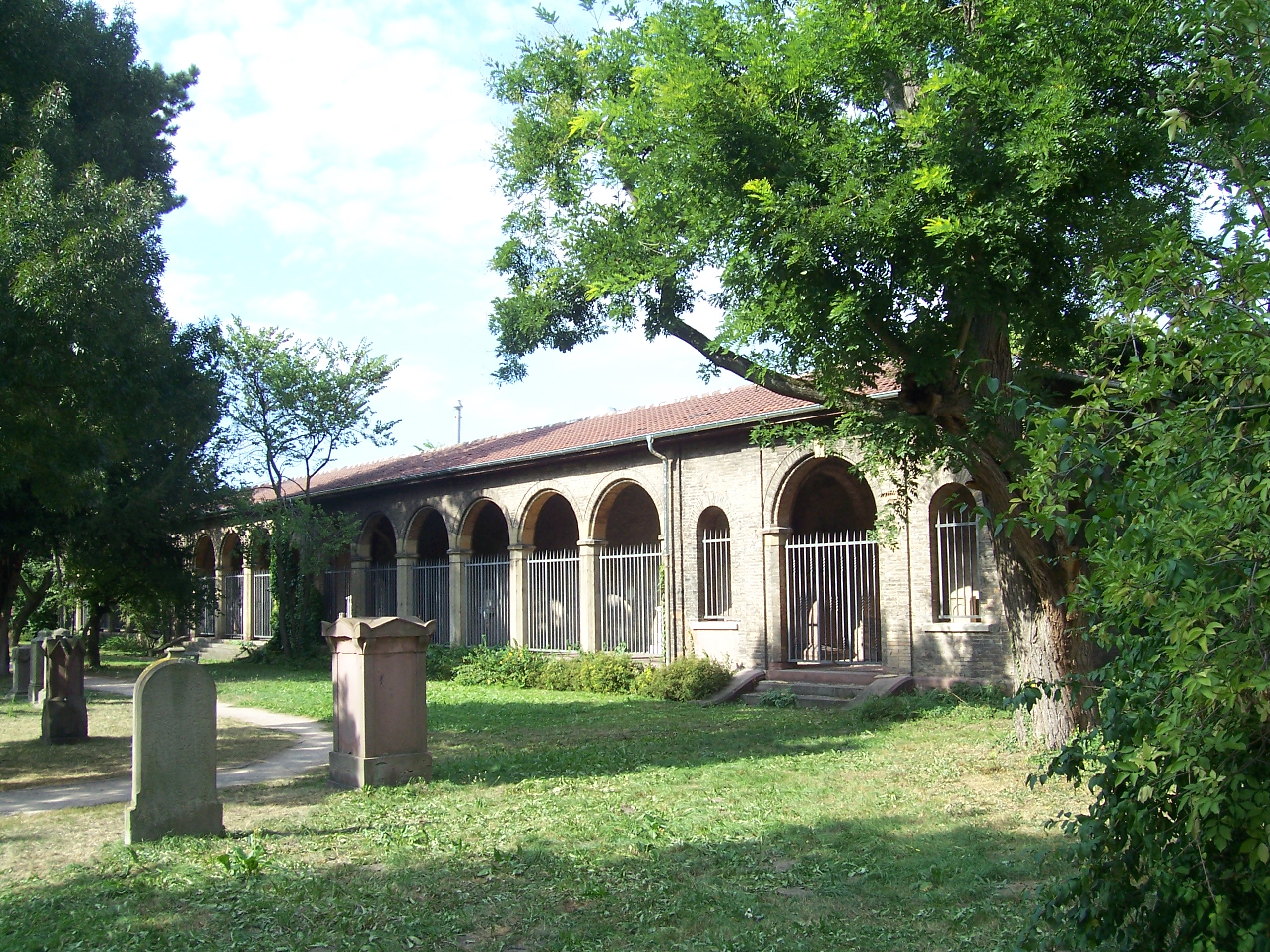
Gruftenhalle alter Friedhof
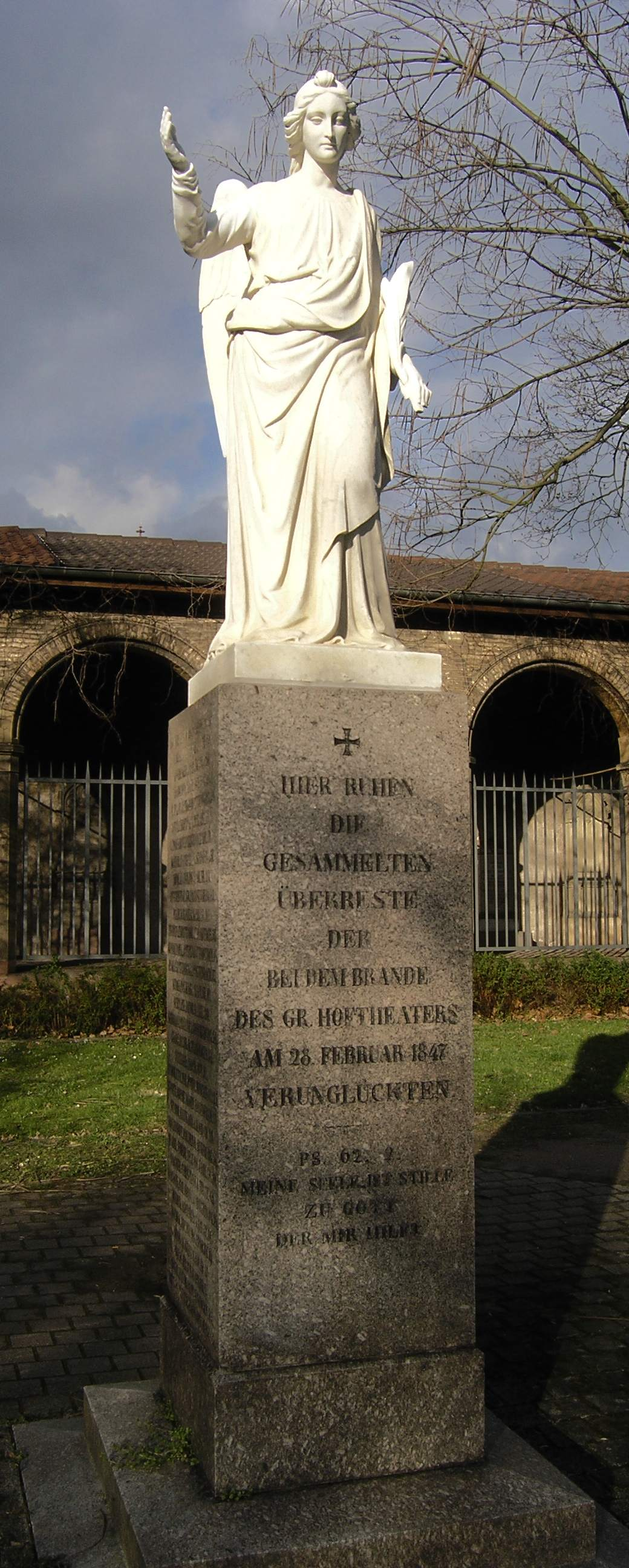
Karlsruhe Theaterbranddenkmal